# 皇民化
皇民化（こうみんか）または皇民化政策とは、主として満洲事変から第二次世界大戦までの期間、朝鮮・台湾などの植民地や琉球（沖縄）において現地人の日本人化をもって戦時体制の完成ならびに戦争の遂行を目指した、大日本帝国における一連の施策である。

## 台湾における皇民化運動
日本統治時代の台湾における統治を担った台湾総督府は、統治開始当初においては日本語教育の推進こそ図ったが、同時に台湾古来の風俗習慣を尊重し、台湾人の生活や信仰に関しては全面的な日本化を求めなかった。しかし、1937年（昭和12年）7月に日中戦争が勃発した後、戦争へ台湾住民を動員する必要から、総督府をはじめ地方政府や民間団体が「皇民化」運動を展開した。「皇民化」とは、文官総督時代の同化政策をさらに強化するものである。「皇国精神の徹底を図り、普通教育を振興し、言語風俗を匡励して忠良なる帝国臣民たるの素地を培養」することを目的とした。まず、新聞の漢文欄が廃止され、台湾人に対し日本式の姓名とするように改めさせた。また、信仰についても日本の神道を受け入れさせ、定期的に神社に参拝をさせるよう強要したほか、「寺廟整理」や「正庁改善」の運動の推進を奨励した。「壮丁団運動」と「部落振興運動」により集落（自然村）を単位に労力を動員し、公共工事、軍事施設建設、共同生産に従事させた。皇民化は、台湾人の日本人化のみならず、戦時体制の完成と戦争遂行に向けての全台湾人を巻き込んだ大々的運動であった。

### 皇民化に関する事項の年表
- 1936年（昭和11年）地方政府が主導して「正庁改善」運動を開始。
- 1937年（昭和12年）
  - 4月、『台湾日日新報』の漢文欄が廃止される。
  - 12月1日、台湾神職会が「正庁改善実施要項」を発表し、「正庁改善」運動の主導と統一を企画。
  - 台北州が、いち早く「国語家庭（中国語版）」の制度を始める。
- 1939年（昭和14年）5月19日、台湾総督小林躋造が「皇民化、工業化、南進基地化」の三大政策を布告。
- 1940年（昭和15年）2月11日、日本では「皇紀二六〇〇年記念式典」。同日、総督府は戸口規則を改定し、台湾人の改姓名を許可。
- 1941年（昭和16年）4月19日、「皇民奉公会」発足。
- 1945年12月 「台湾省人民回復原籍有姓名辨法」公布[2]。皇民化運動で日本名に変更した者の名前の「祖国化」を図られた[2]。

### 「正庁改善」運動
「正庁改善」運動とは、台湾伝統の広間（庁堂）の配置や祖先を祀る習俗を変える運動である。1936年（昭和11年）台南州東石郡鹿草庄の二つの村落が、「位牌焼却の儀式」を行った。これ以降各地で、祖先の位牌等を燃やす運動が広まった。総督府は傍観者的立場を取っていた。運動が過激になり、位牌ばかりか、神像、仏像、掛け軸まで焼却されるようになったので、過激な行動が民衆を刺激するのを避けるため、台湾神職会が「正庁改善実施要項」を発表した。この要項は、比較的穏やかな方法を取り、台湾の伝統的な広間（庁堂）の中心に「神棚」を配置させた。また「注連縄」を祀るようにさせ、祖先の位牌を皇民が祖先を祀るという「祖霊社」に取り換えさせた。

### 「国語家庭」
「国語家庭」とは、台湾人が日本語を学び使用することを奨励するために、各級の地方政府が設けた制度である。家族がみな日本語を話すのであれば、各級地方自治体が設けた国語家庭審議会に申請することができ、審査を通れば「国語家庭」になれ、証書、褒章、「国語家庭」の門標がもらえた。「国語家庭」は栄誉とみられるとともに、多くの優遇措置が与えられた。たとえば「国語家庭」の児童は、比較的程度の高い「小学校」に入ることができ、優先的に中等学校に入学することもできた。公的機関も優先的に「国語家庭」の家族を採用するようになっていた。各種営業免許申請も「国語家庭」の許可は容易であった。1942年（昭和17年）4月には、全台湾で9,604戸の「国語家庭」があり、総人数は77,679人であり、当時の台湾の総人口の1.3パーセントにあたった。

### 「皇民奉公会」
日中戦争勃発により、台湾「臣民」の心が中国大陸に向かい、抗日意識が高まることを恐れた台湾総督府は、「国語」政策を軸とする「皇民化」政策を加速させた。この政策の帰結が、第17代台湾総督長谷川清の下で1941年（昭和16年）発足した「皇民奉公会」である。「皇民奉公会」とは、皇民奉公運動を積極的に推進するための中心機関である。「戦時下国家総力ヲ発揮シ戦力増強ニ遺憾ナカラシムル為ニハ国民ノ積極的協力ト時局担当ノ熱意」が不可欠であり、「内地人、本島人、高砂族ノ全島民ヲ挙」げ、「戦意ノ高揚、決戦生活ノ実践、勤労態勢ノ強化、民防衛ノ完遂、健民運動ノ推進」を目的とする官製の実践運動である。すなわち大政翼賛の政治体制の強化と、台湾人の同化を推進する皇民化の二つの目的を有し、台湾の青年男女を訓練し、産業奉公を展開し、後方を固めるという任務を有した。総裁には、長谷川総督が就任した。総督府総務長官が中央本部長に就任し、その下に、総務、宣伝、訓練、文化、生活、経済の各部会を設けた。地方組織として、州、庁、市、郡、街、庄という既存行政機関に対応して、奉公会の支部、分会、区分会、集落会、奉公班が設けられた。各級組織のトップは、各級の行政機関のトップが兼任した。さらに奉公会の外郭として、奉公団、商会奉公会、産業奉公会、青年団、少年団などが置かれた。このようにして台湾の全ての人間が奉公会の会員になった。このような官製運動は、国家総動員体制下にあった日本の大政翼賛運動の影響を受けている一方、同時に台湾におけるこの運動も、戦時下の日本軍支配下の南方各地にも影響を与えている。たとえば「ジャワ奉公会」は、「皇民」の名は冠しないものの「全島民親和の裡に軍政施策を実践推進して以て大東亜共栄圏の一環としてジャワ住民の使命たる聖戦完遂に挺身する」ことを目的としており、多くの点で「皇民奉公会」と共通性がある。